# Bianca Maria Sforza
Bianca Maria Sforza, född 5 april 1472, död 31 december 1511, tysk-romersk kejsarinna, gift med Maximilian I. Hon var dotter till Galeazzo Maria Sforza av Milano och Bona av Savoyen.

## Biografi
Vid två års ålder gifte hon sig 1474 med sin kusin Filiberto I av Savoyen, som dog 1482. Hon återvände då till Milano. Efter mordet på fadern 1476 och efter att hennes mor och bror avsatts 1481 växte hon upp vid sin farbrors hov. Många framstående konstnärer var anställda vid Milanos hov, bland andra Leonardo da Vinci, och Bianca stod modell för många tavlor. Hon fick ingen större utbildning utan fick ägna sig åt sina egna intressen, bland annat sömnad.

### Giftermål
1 november 1493 blev hon gift via ombud i Milano. Hon gifte sig 16 mars 1494 med Maximilian I, tysk-romersk kejsare, ärkehertig av Österrike i Innsbruck. Hennes systerdotter Bona Sforza av Milano var gift med Sigismund I av Polen. Äktenskapet arrangerades av farbrodern, Ludovico Sforza, som ville tillförsäkra sig titeln hertig av kejsaren: Ludovico hade avsatt den laglige härskaren 1481, och Milano var formellt ett kejserligt län. Kejsaren gick med på det i utbyte mot en stor hemgift på 400.000 dukater i kontanter och juveler.

### Kejsarinna
Maximilian sade att Bianca inte var underlägsen hans första maka till det yttre men däremot till det inre, och deras relation blev aldrig lycklig. Han ansåg henne obildad, för pratsam, alltför naiv, alltför slösaktig och alltför slarvig. Han ville gärna ha barn med henne, men detta lyckades inte. Hon tyckte om hans barn, och anklagades för att glömma sin värdighet då hon satte sig på golvet för att leka med dem. Det hände flera gånger att han lämnade kvar henne under sina resor som säkerhet då han inte kunde betala räkningen för deras logi. Efter år 1500 tappade han slutligen allt intresse för henne. Hon levde med sitt eget hov av milanesare på olika slott i grevskapet Tyrolen, och led under de sista åren av en sjukdom som tros vara anorexia. Hennes enda politiska betydelse var som symbol för alliansen mellan kejsaren och Milano.